# Chi Cá sặc lùn
Chi Cá sặc lùn (danh pháp khoa học là Trichogaster) là một chi cá nước ngọt trong họ Cá tai tượng, bản địa của vùng Nam Á từ Pakistan tới Myanmar.

## Từ nguyên
Tên gọi Trichogaster bắt nguồn từ tiếng Hy Lạp cổ θρίξ (thríx) nghĩa là lông, tóc và γαστήρ (gastḗr) nghĩa là dạ dày.
Tên gọi này xuất phát từ điểm đặc trưng của các loài thuộc hai chi cá sặc là có hai vây bụng biến đổi thành dạng sợi dài, có tác dụng như một giác quan của cá, giúp chúng "sờ" được môi trường xung quanh.

## Đặc điểm chung
Các loài thuộc chi Cá sặc lùn có điểm chung là có thân hình bầu dục tròn, vây lưng lớn hơn (so với Trichopodus) và hầu hết đều có kích thước nhỏ hơn các loài thuộc chi Cá sặc.
Điểm tương đồng là chúng đều có miệng nhỏ, mình dẹt và vây bụng dạng sợi. Cả hai chi đều là các loài cá có mê lộ - cơ quan hô hấp đặc biệt giúp chúng lấy oxy từ không khí.
Một số loài, như cá sặc gấm, là loài làm tổ bọt.
Các loài trong chi này chủ yếu được sử dụng làm cá cảnh.

## Phân loại
Trước khi tách chi Trichopodus thì Trichogaster được coi là chi duy nhất trong phân họ Trichogastrinae, như trong ấn bản lần thứ 5 năm 2016 của Fishes of the World, mặc dù sách này ghi rằng có 2 chi, nhưng chi kia là Colisa hiện nay được coi là đồng nghĩa của Trichogaster theo phân loại của FishBase và Catalog of Fishes. FishBase khi đó cũng đặt chi này trong phân họ Luciocephalinae.
Hiện tại có 4 loài được công nhận thuộc chi này:
- Trichogaster chuna (F. Hamilton, 1822)
- Trichogaster fasciata Bloch & J. G. Schneider, 1801
- Trichogaster labiosa F. Day, 1877
- Trichogaster lalius (F. Hamilton, 1822)